# Cittiglio

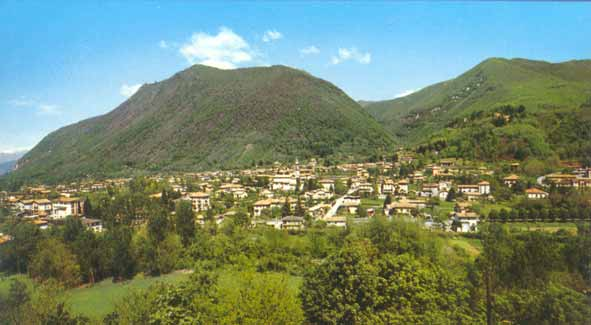
Blick auf Cittiglio

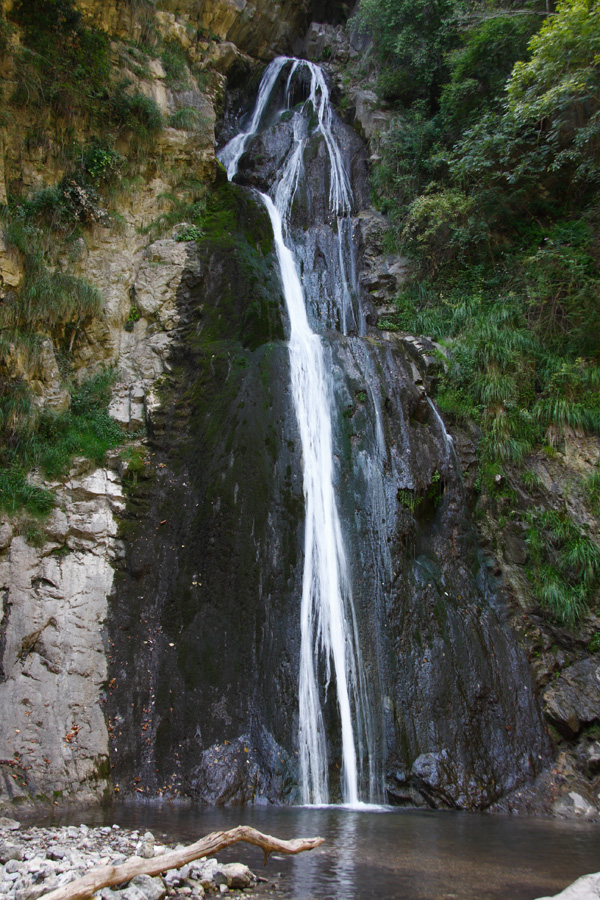
Wasserfall

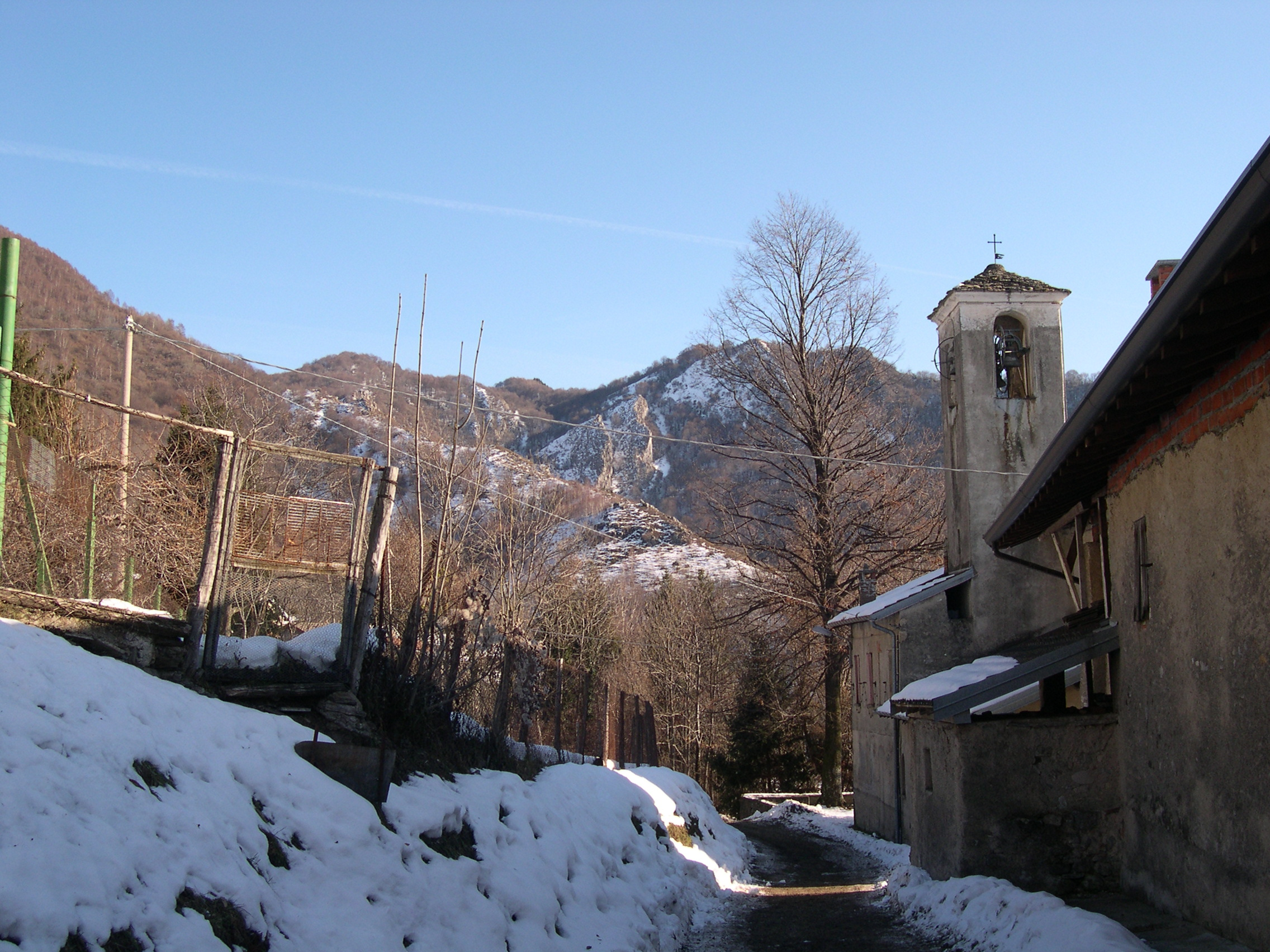
Kirche San Bernardo im Ortsteil Vararo

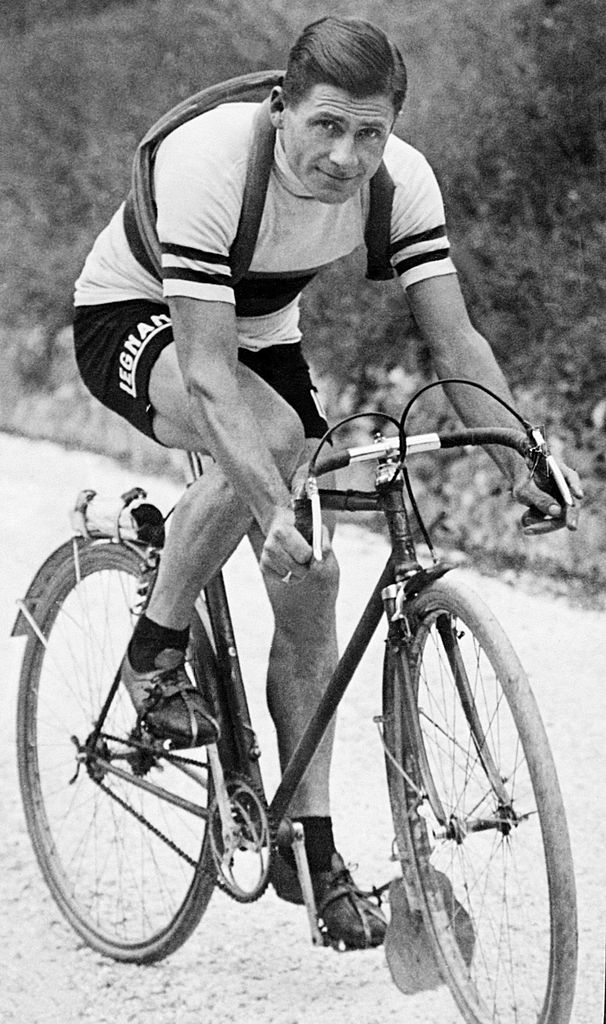
Alfredo Binda

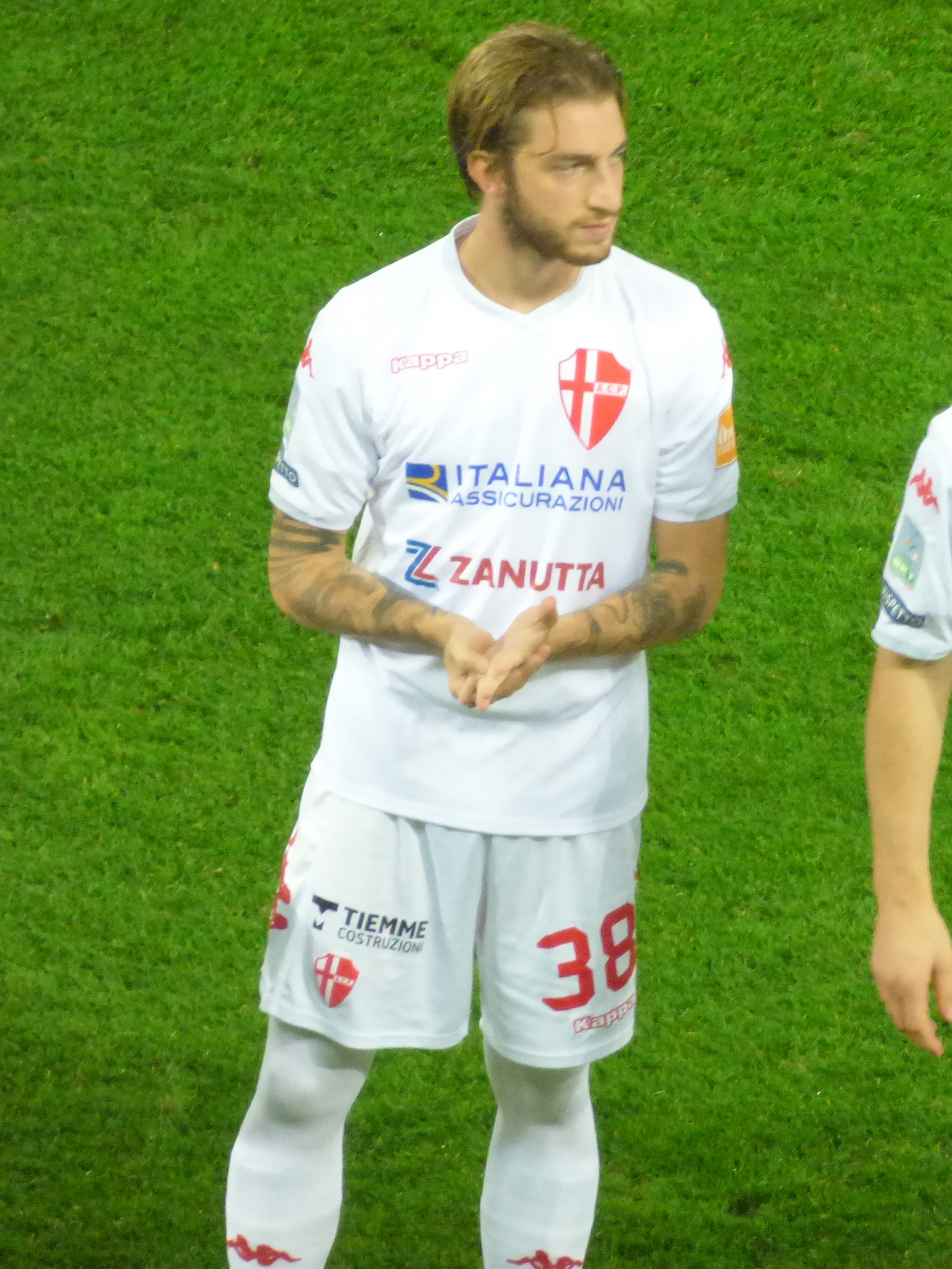
Luca Clemenza

Cittiglio ist eine italienische Gemeinde (comune) in der Provinz Varese in der Region Lombardei.

## Geographie
Die Gemeinde liegt etwa 15 Kilometer nordwestlich von Varese am Boesio und bedeckt eine Fläche von 11,49 km². Zu Cittiglio gehören die Fraktionen Vararo, Fracce, Pianazza, Cascine, Molinazzo, Casere, Pianella, San Biagio, Vignola, Le Ville, Alpe Pirla, Chiosi, Cascate di San Giulio, Ghetto, Cereda, La Fontanaccia, Sasso del Ferro, Mulini, Cormeta, Passo del Cuvignone, Monte La Tegia, Pizzoni di Laveno und Passo Barbè. Cittiglio ist Teil der Comunità Montana Valli del Verbano. Vier Kilometer nordwestlich von Cittiglio befindet sich das Ufer des Lago Maggiore. Die Nachbargemeinden sind Brenta, Caravate, Castelveccana, Gemonio und Laveno-Mombello.

## Geschichte
Als Cistellum wird der Ort erstmals 998 im Codex diplomatico lombardo erwähnt. In den Statuten der Straßen und Gewässer der Grafschaft Mailand wird El locho de Citilio als eine der Ortschaften der Gemeinde Cuvio aufgeführt, die zur Instandhaltung der Straße von Rho beitrugen (1346). Im Jahr 1450 wurde das Gebiet von Val Cuvia, einschließlich Cittiglio, mit einer Urkunde des Notars Giacomo Perego vom 16. Mai von Herzog Francesco I. Sforza an seinen Berater Pietro Cotta als Lehen vergeben. Das Lehen ging 1727 an den Grafen Giulio Visconti Borromeo Arese über, wobei der Verkäufer, der Jurist Pietro Cotta, ein lebenslanges Recht auf die Einziehung der Lehnsrechte, d. h. die gepolsterte Gebühr, erhielt.
In den Registern des Estimo (Grundbuch) des Herzogtums Mailand von 1558 und den nachfolgenden Aktualisierungen im 17. und 18. Jahrhundert gehört Cittiglio zu den Gemeinden, die in der Pieve von Somma erfasst sind. Mit Dekret vom 13. November 1730 legte der Abgeordnete Bottigella die Zusammenlegung von Fraktion Vararo mit Cittiglio fest, aber im Jahr 1751 hatte Cittiglio laut den Antworten auf 45 Fragen des zweiten Volkszählungsrates keine weiteren zusammengelegten Gemeinden, obwohl Vararo auf einer eigenen Katasterkarte beschrieben war. Die Gemeinde wurde an den Grafen Giulio Visconti Borromeo Arese belehnt, an den sie eine Lehnsabgabe von 184 Lire und 15 Soldi zahlte.
Die Gemeinde, zu der etwa 350 abgabepflichtige und nicht abgabepflichtige Seelen gehörten, unterstand der Gerichtsbarkeit des Lehnsherrn von Cuvio, an den sie jährlich 18 Lire und 18 Soldi abführte. Der Konsul brachte jedoch auch Beschwerden bei der königlichen Kanzlei in Varese vor, auf die er keinen Eid leistete. Es gab keinen allgemeinen Rat, sondern der Bürgermeister, der Konsul und der Kanzler mit sechs Stellvertretern trafen sich zusammen mit den Familienoberhäuptern, die im Voraus benachrichtigt worden waren, auf dem Stadtplatz, um die Angelegenheiten der Gemeinde zu besprechen. Alle Ämter wurden für ein Jahr vergeben. Der Kanzler, der in der Gemeinde wohnte, erhielt ein Gehalt von 55 Lire, war von persönlichen Lasten befreit und führte die Akten.

## Gemeindepartnerschaft
Cittiglio unterhält eine inneritalienische Partnerschaft mit Camerota in der Provinz Salerno.

## Bevölkerung
| Bevölkerungsentwicklung | Bevölkerungsentwicklung | Bevölkerungsentwicklung | Bevölkerungsentwicklung | Bevölkerungsentwicklung | Bevölkerungsentwicklung | Bevölkerungsentwicklung | Bevölkerungsentwicklung | Bevölkerungsentwicklung | Bevölkerungsentwicklung | Bevölkerungsentwicklung | Bevölkerungsentwicklung | Bevölkerungsentwicklung | Bevölkerungsentwicklung |
| ----------------------- | ----------------------- | ----------------------- | ----------------------- | ----------------------- | ----------------------- | ----------------------- | ----------------------- | ----------------------- | ----------------------- | ----------------------- | ----------------------- | ----------------------- | ----------------------- |
| Jahr                    | 1751                    | 1805                    | 1853                    | 1881                    | 1901                    | 1921                    | 1951                    | 1971                    | 1991                    | 2001                    | 2011                    | 2019                    | 2021                    |
| Einwohner               | 350                     | 796                     | *1110                   | 1624                    | 1589                    | 1647                    | 2014                    | 3079                    | 3564                    | 3718                    | 3972                    | 3832                    | 3797                    |

- 1809 Fusion mit Brenta

## Sehenswürdigkeiten
- Pfarrkirche San Giulio (1643) mit Orgel Mascioni (1907) aus Azzio
- Kirche San Biagio, erwähnt 1235
- Kirche San Bernardo im Ortsteil Vararo
- Wohnhaus Bozzola mit Fresko[2]
- Wasserfälle von Cittiglio

## Verkehr
Der Bahnhof der Gemeinde liegt an der Bahnstrecke Saronno–Laveno. Durch die Gemeinde führt die Staatsstraße 394 (sowie ein heute zur Provinzstraße herabgestufter Strada Statale 394 dir-Abzweig) von hier aus nach Laveno-Mombello bzw. zur Schweizer Grenze.

## Söhne und Töchter
- Alfredo Binda (1902–1986), Radrennfahrer
- Pietro De Camilli (* 1947), italienisch-US-amerikanischer Biologe
- Chiara Ondoli (* 1995), Ruderin
- Federica Cesarini (* 1996), Ruderin
- Luca Clemenza (* 1997), Fußballspieler